# Mycale anatipes
Mycale anatipes är en svampdjursart som först beskrevs av Jean-Baptiste Lamarck 1813.  Mycale anatipes ingår i släktet Mycale och familjen Mycalidae. Inga underarter finns listade i Catalogue of Life.